# Bunaeopsis
Bunaeopsis är ett släkte av fjärilar. Bunaeopsis ingår i familjen påfågelsspinnare.

## Bildgalleri

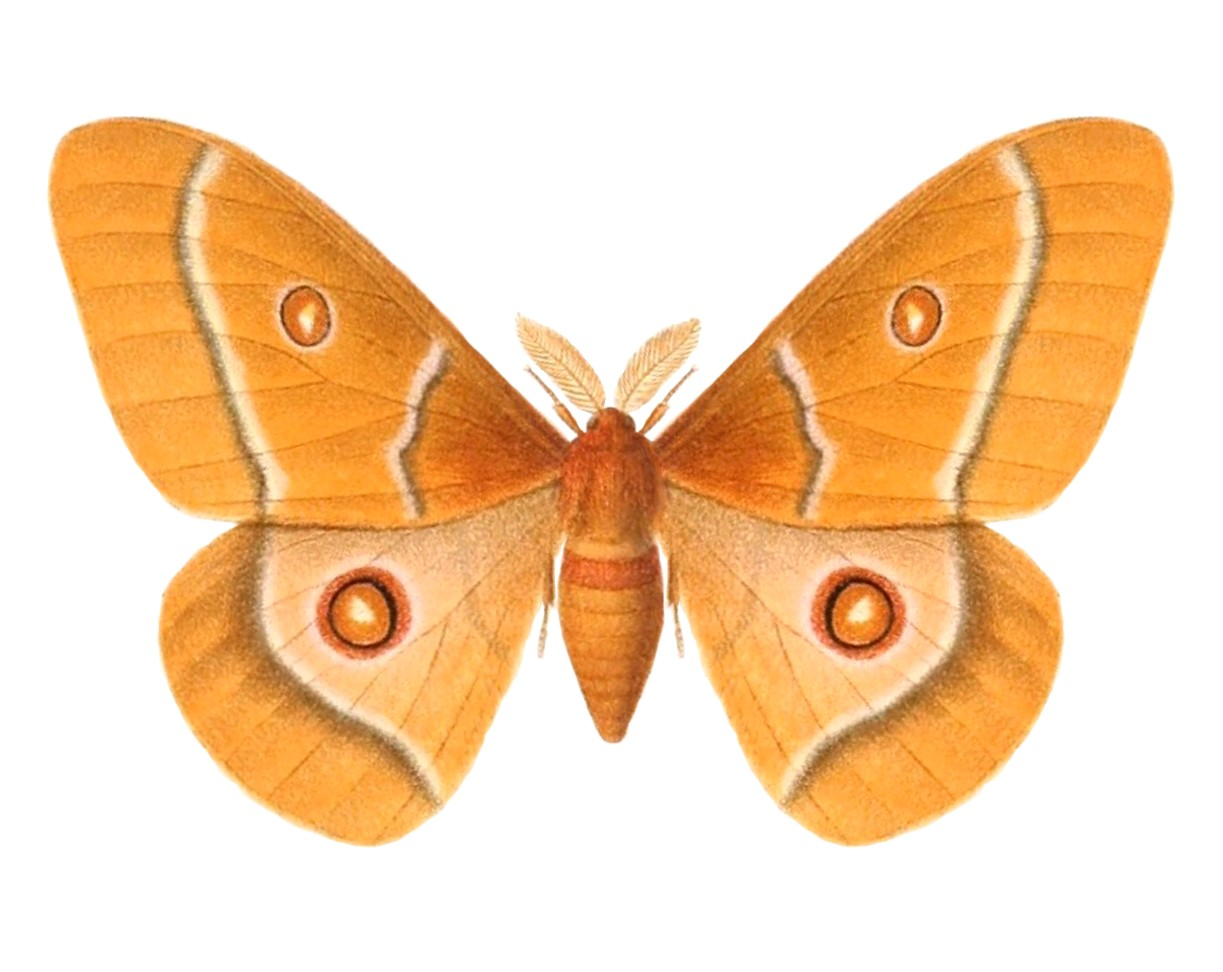

## Dottertaxa tillBunaeopsis, i alfabetisk ordning[1]
- Bunaeopsis aethiopica
- Bunaeopsis afraorientalis
- Bunaeopsis angolana
- Bunaeopsis annabellae
- Bunaeopsis ansorgei
- Bunaeopsis arabella
- Bunaeopsis argillosa
- Bunaeopsis aurantiaca
- Bunaeopsis aurata
- Bunaeopsis birbiri
- Bunaeopsis bomfordi
- Bunaeopsis callichroma
- Bunaeopsis callista
- Bunaeopsis carabella
- Bunaeopsis clementi
- Bunaeopsis dido
- Bunaeopsis editha
- Bunaeopsis elisa
- Bunaeopsis fenestricatula
- Bunaeopsis ferruginea
- Bunaeopsis gabonica
- Bunaeopsis hersilia
- Bunaeopsis hersilioides
- Bunaeopsis jacksoni
- Bunaeopsis licharbas
- Bunaeopsis lueboensis
- Bunaeopsis lutea
- Bunaeopsis maasseni
- Bunaeopsis macrophthalmus
- Bunaeopsis neuvillei
- Bunaeopsis nigericola
- Bunaeopsis oenopa
- Bunaeopsis oubie
- Bunaeopsis pagei
- Bunaeopsis phidias
- Bunaeopsis princeps
- Bunaeopsis rendalli
- Bunaeopsis rendalliana
- Bunaeopsis rosea
- Bunaeopsis rothschildi
- Bunaeopsis saffronica
- Bunaeopsis scheveniana
- Bunaeopsis schonheiti
- Bunaeopsis tanganyikae
- Bunaeopsis thyene
- Bunaeopsis vau
- Bunaeopsis zaddachii